# پروپازپین
پروپازپین (انگلیسی: Propazepine) یک ضد افسردگی سه حلقه‌ای (TCA) است. گاهی پروپازپین با ایمی‌پرامین اشتباه گرفته می شود که نیتروژن حلقه مرکزی را در مکان دیگری دارد.